# Komárno (Tschechien)
Komárno (deutsch Komarno) ist eine Gemeinde in Tschechien. Sie liegt neun Kilometer nordöstlich von Bystřice pod Hostýnem und gehört zum Okres Kroměříž.

## Geographie
Komárno befindet sich nördlich der Hosteiner Berge in der Podbeskydská pahorkatina (Vorbeskidenhügelland). Das Dorf liegt am rechten Ufer der Juhyně an der Einmündung des Baches Komárník. Südlich des Ortes verläuft die Bahnstrecke Hulín – Valašské Meziříčí; die Bahnstation Rajnochovice liegt anderthalb Kilometer westlich von Komárno auf freiem Feld. Nordöstlich erhebt sich der Stráž (433 m), im Osten der Hradiště (604 m), südöstlich die Vrcha (408 m) und Kunovická Hůrka (587 m), im Süden die Černá bařina (653 m) und der Kelčský Javorník (865 m), südwestlich der Na Stráži (448 m) sowie im Nordwesten die Záhunčice (367 m).
Nachbarorte sind Provodovice und Babice im Norden, Lhota und Kunovice im Nordosten, Loučka im Osten, Podolí, Lázy, Polomsko und Podhradní Lhota im Südosten, Vičanov und Tesák im Süden, Příkazy im Südwesten, Osíčko im Westen sowie Horní Újezd, Drholec und Trávník im Nordwesten.

## Geschichte
Der erste Nachweis über eine Mühle an der Juhyně stammt aus dem Jahre 1270. Zum Schutz eines Handelsweges von Mähren nach Polen und zugleich als neues Verwaltungszentrum für die bischöfliche Herrschaft Kelč ließ der Olmützer Bischof Bruno von Schauenburg vor 1272 am Rande der Hosteiner Berge mit der 6500 m² umfassenden Schaumburg eine der größten Burganlagen in Mähren errichten. Zwischen 1282 und 1302 belehnte sein Nachfolger Theoderich von Neuhaus während eines Aufenthaltes auf der Burg Milata de Nassile mit der Schaumburg und dem zugehörigen Lehndorf Chomarne. Nach Milatas Tod erhielt der Vladike Jenčík das Lehn Schaumburg, 1320 reichte es Bischof Konrad der Bayer an Jenčíks Bruder Franko de Chomarne weiter. Zu den nachfolgenden Lehnsmannen gehörten ab 1355 Stach de Chomarne, ab 1391 Henricus de Arnoltowicz (Jindřich z Bělé na Meziříčí a Arnoltovicích) und ab 1411 Heinrich von Schaumburg (Jindřich ze Šaumburku). Im Jahre 1413 wurde das Dorf als Comarne bezeichnet. Nach dem Untergang der Schaumburg bildete Komarne wieder ein selbständiges Lehngut, dessen letzter Lehnsmann ab 1574 Záviš Kunčický von Kunčice war. 1589 kaufte Bischof Stanislaus Pavlovský von Pavlovitz das Lehn Komarne mit einer Mahlmühle, einer wüsten Sägemühle und dem herrschaftlichen Hof von Záviš Kunčický für 2250 mährische Gulden zurück und schlug es den bischöflichen Tafelgütern zu. Um 17. Jahrhundert bestand in Komarne eine Eisenhütte. Aus dem Jahre 1676 ist der Ortsname Komarno und von 1751 Komarow überliefert. Weitere Namensformen waren Komarn bzw. Comarn. Im Jahre 1712 ist eine Brauerei nachweisbar. 1771 lebten in dem Dorf 199 Personen, davon waren 130 Erwachsene und 69 Kinder. Sämtliche Bewohner waren tschechischsprachige Katholiken. 1827 richtete das Erzbistum auf Initiative der Gemeinde in Komarno eine Schule ein. Gepfarrt war der Ort nach Všechovice. Bis zur Mitte des 19. Jahrhunderts blieb Komarno immer nach Kelč untertänig.
Nach der Aufhebung der Patrimonialherrschaften bildete Komarno ab 1850 eine Gemeinde in der Bezirkshauptmannschaft Holleschau und dem Gerichtsbezirk Bistritz. Seit 1872 wird der Ortsname Komárno verwendet. Im selben Jahre reichten die Gemeindevertreter beim Erzbistum ihre Pläne von einem Schulneubau ein, der wegen seiner Kosten von 4892 Gulden als überteuert abgewiesen wurde. 1874 gab es in Komárno 74 schulpflichtige Kinder. Nach Verhandlungen mit dem Erzbistum begann im April 1876 der Bau der Schule, an dem sich die Geistlichkeit mit 838 Gulden beteiligte. Zwischen 1886 und 1888 wurde die Eisenbahnstrecke von Bystřice pod Hostýnem nach Valašské Meziříčí erbaut. Das Kulturhaus wurde 1959 eingeweiht. Nach der Aufhebung des Okres Holešov wurde die Gemeinde 1960 dem Okres Kroměříž zugeordnet. 1963 erfolgte für 112.000 Kronen eine Generalreparatur der Schule. Zehn Jahre später wurde die Schule wegen zu geringer Schülerzahl geschlossen und die Kinder nach Rajnochovice und Podhradní Lhota umgeschult. In das Schulhaus zog der Kindergarten ein. Dieser wurde am 1. Juni 1999 geschlossen, da im letzten Jahr nur noch sieben Kinder betreut wurden. In den Jahren 1999 bis 2000 wurde das örtliche Wasserwerk hergestellt. Seit 2001 führt Komárno ein Wappen und Banner.

## Ortsgliederung
Für die Gemeinde Komárno sind keine Ortsteile ausgewiesen.

## Sehenswürdigkeiten
- Kapelle der hll. Kyrill und Method, sie entstand 1936 nach einem Entwurf von František Lydie Gahura, die Sakristei wurde 1968 angebaut
- Wassermühle Kubějův Mlýn, am westlichen Ortsrand
- Denkmal für die Opfer beider Weltkriege im Park Mezi Vodama, errichtet 1947
- Statue des hl. Johannes aus dem Jahre 1803, sie wurde 1965 an ihren heutigen Standort neben der Kapelle umgesetzt
- Lindenallee entlang der Bezirksstraße nach Bystřice pod Hostýnem